# Скок върху брезента
„Скок върху брезента“ (на френски: Le saut à la couverture) е френски късометражен документален ням филм от 1895 година, заснет от режисьора и продуцент Луи Люмиер. Премиерата на филма се състои на 28 декември 1895 година по време на първия комерсиален киносеанс на братята Люмиер в сутерена на „Гранд Кафе“ на „Булеварда на Капуцините“ в Париж.

## Сюжет
Четирима мъже държат в ръцете си опънат брезент, докато един с шапка на главата, стои встрани и наблюдава. Шести мъж се засилва от заден план и се опитва да скочи върху брезента. Първите му два опита обаче са неуспешни и той не успява да отскочи. На третия път, мъжът скача, превърта се във въздуха и се приземява по гръб върху брезента. Тогава мъжете, държащи брезента, го подхвърлят нагоре. Той отново пада върху брезента, а те пак го подхвърлят във въздуха. Този път мъжът се приземява на земята. Четвъртият опит е още по-успешен и мъжът, претъркулвайки се през брезента, се приземява от отсрещната страна върху краката си. Той се отправя за пети, последен опит, който обаче е неуспешен, защото просто пада върху брезента и му е трудно да се изправи.